# Vattenklöverväxter
Vattenklöverväxter (Menyanthaceae) är en familj av tvåhjärtbladiga växter. Vattenklöverväxterna ingår i ordningen asterordningen. Enligt Catalogue of Life omfattar familjen 71 arter.

## Bildgalleri

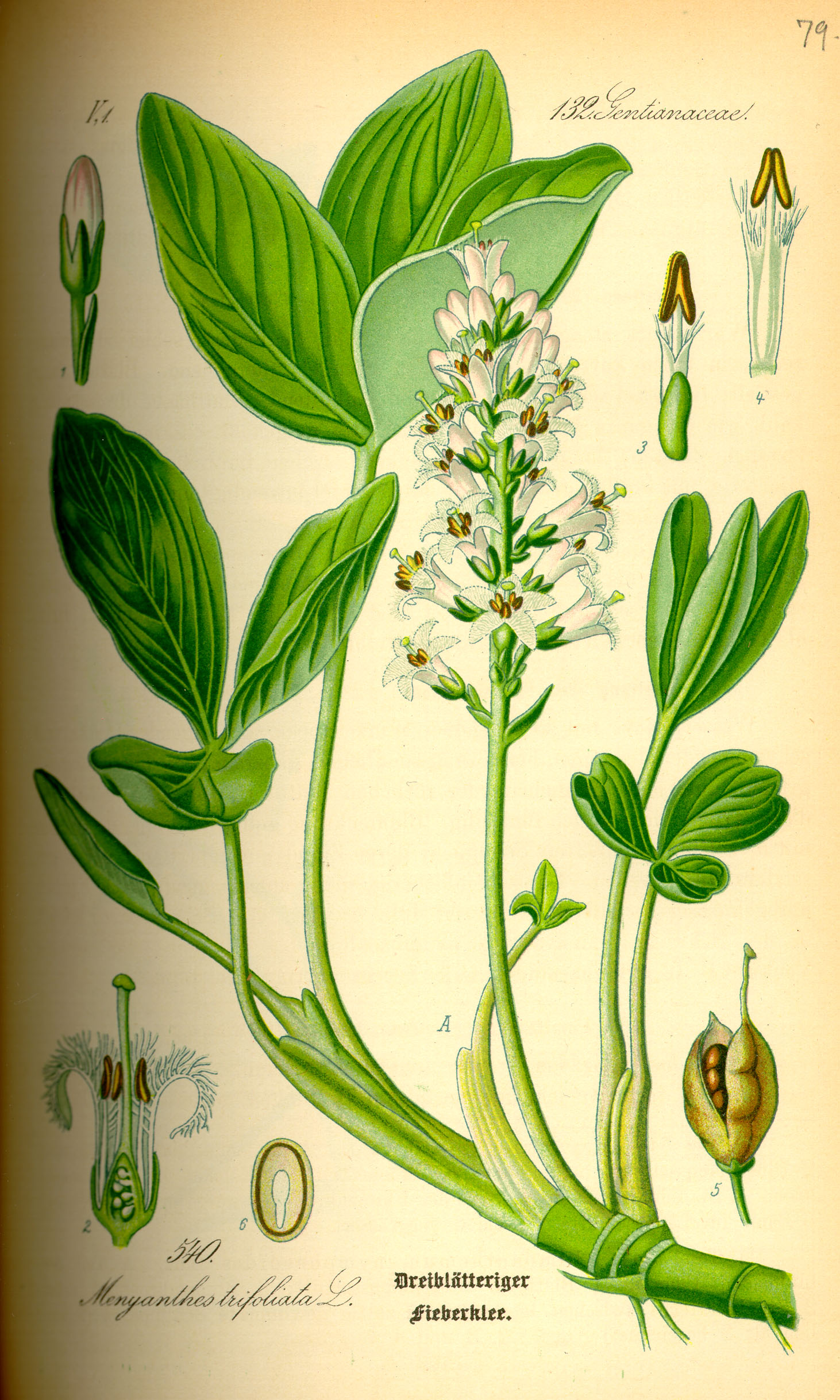
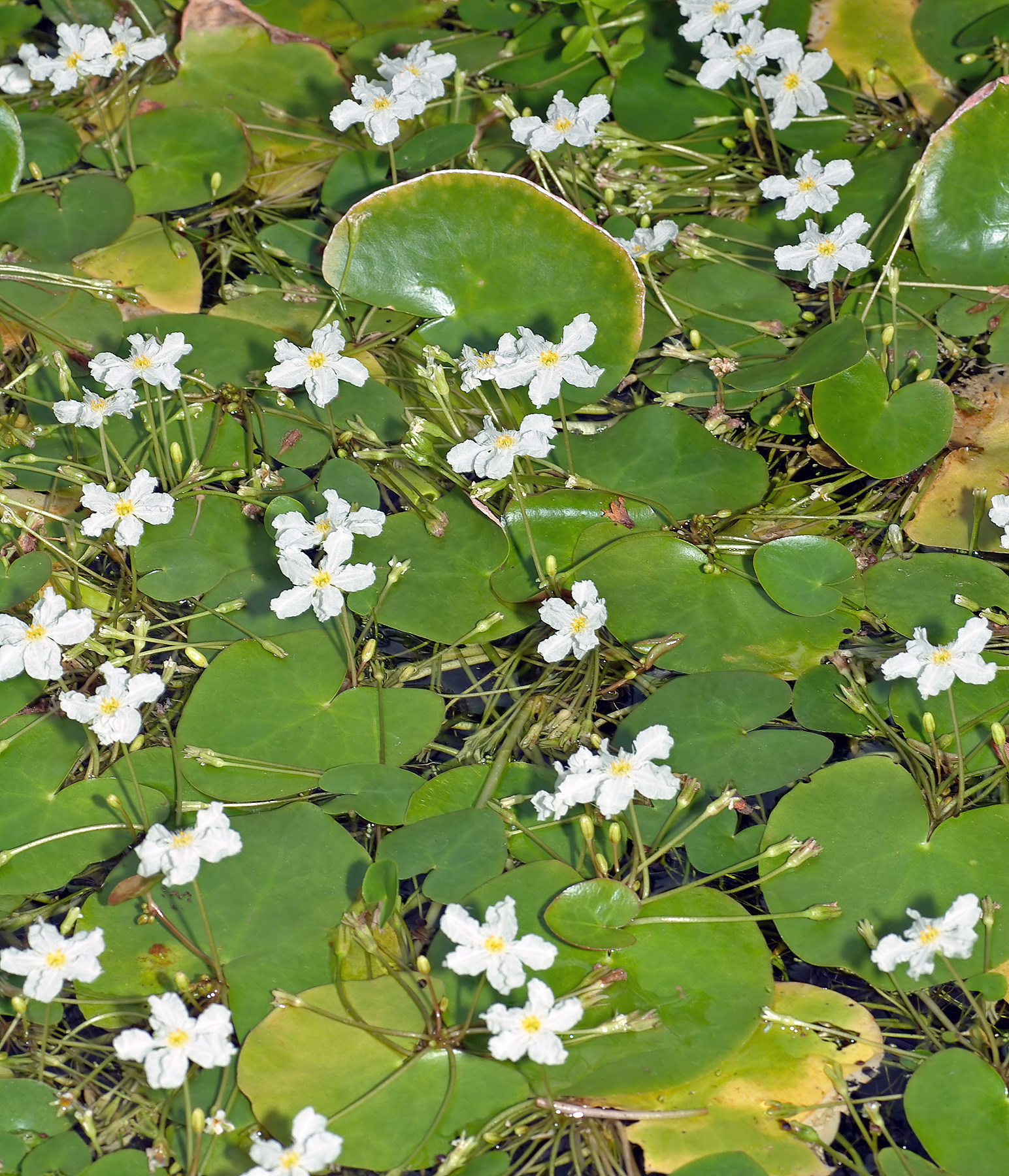
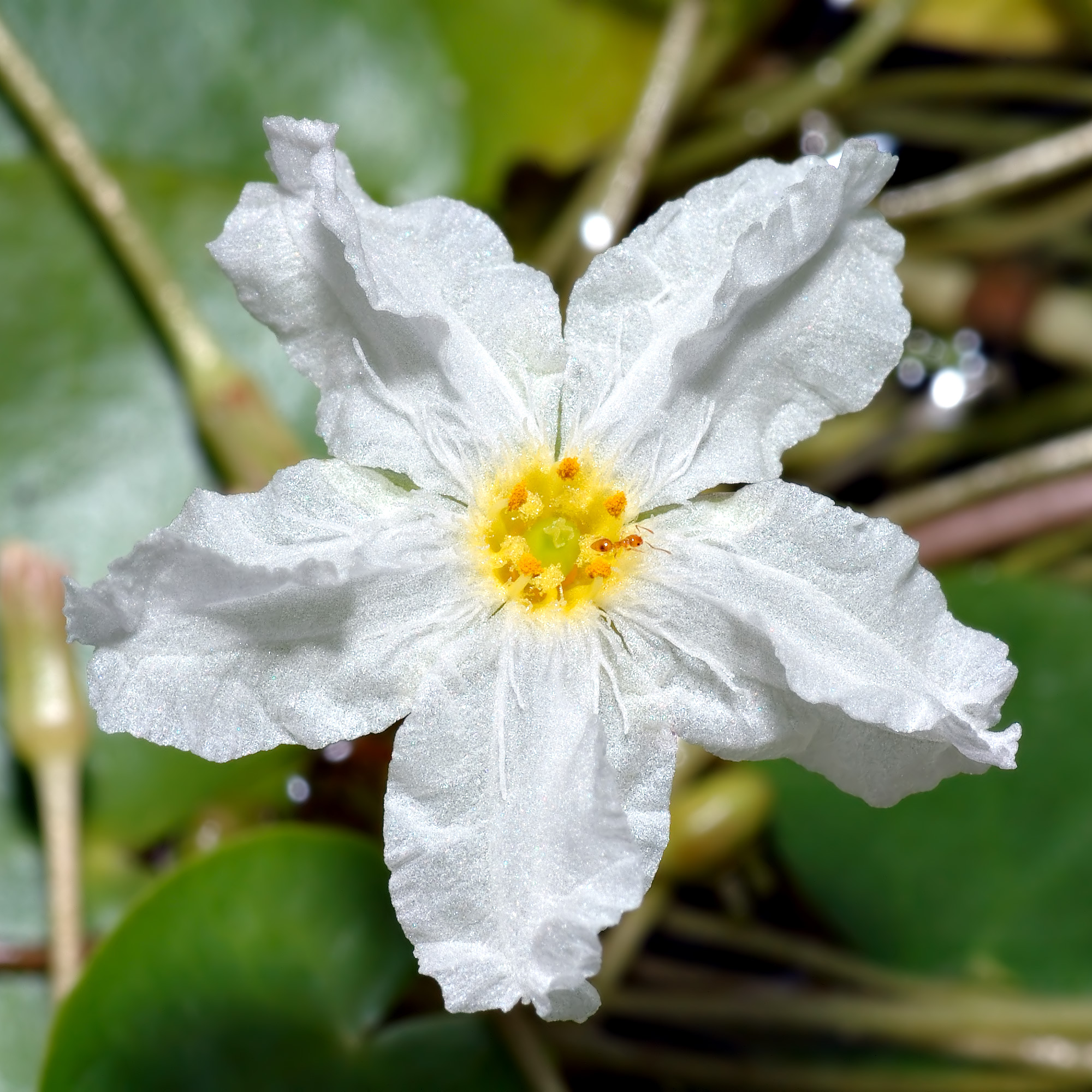
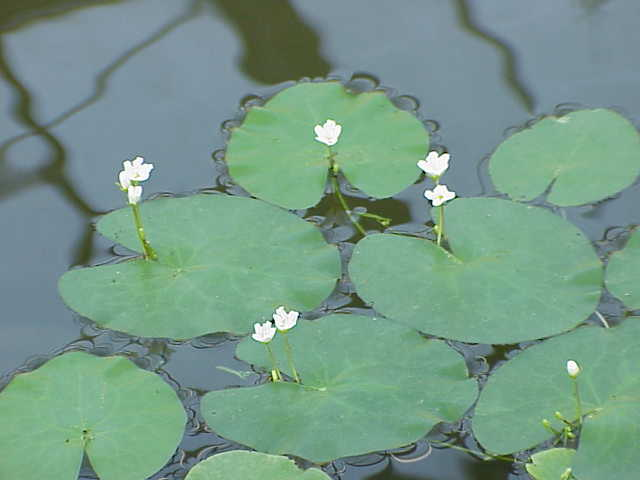
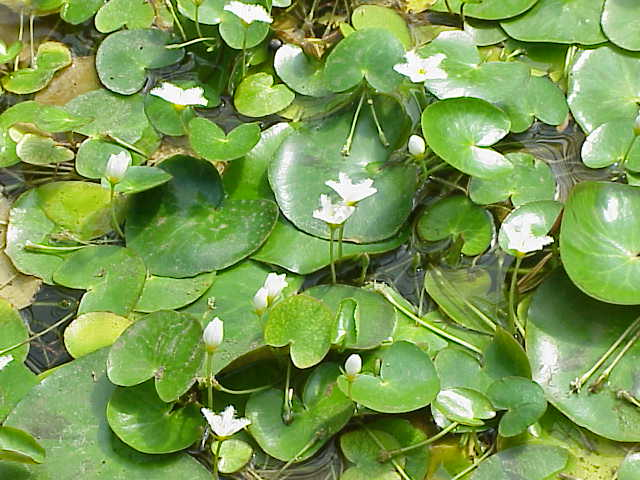

## Taxonomi
Släkten enligt Catalogue of Life:
- Fauria
- Liparophyllum
- Vattenklövrar
- Sjögullssläktet
- Ornduffia
- Villarsia